# Капустино (Сокольский район)
Капустино — деревня в Сокольском районе Вологодской области. Стоит при впадении Большого Пучкаса в Сухону.
Входит в состав Боровецкого сельского поселения, с точки зрения административно-территориального деления — в Боровецкий сельсовет.
Расстояние по автодороге до районного центра Сокола — 19,5 км, до центра муниципального образования Обросова — 8,5 км.
По переписи 2002 года население — 9 человек.